# Bryaninops yongei
Bryaninops yongei là một loài cá biển thuộc chi Bryaninops trong họ Cá bống trắng. Loài này được mô tả lần đầu tiên vào năm 1969.

## Từ nguyên
Từ định danh yongei được đặt theo tên của Maurice Yonge (1899–1986), nhà sinh học biển người Anh, bạn cùng tàu với hai tác giả Davis và Cohen trên chuyến du ngoạn mà mẫu vật loài cá này được thu thập.

## Phân bố và môi trường sống
B. yongei có phân bố rải rác khắp khu vực Ấn Độ Dương - Thái Bình Dương, từ bờ Biển Đỏ thuộc Ai Cập và vịnh Ba Tư trải dài về phía đông đến quần đảo Hawaii và quần đảo Marquises, xa về phía nam đến Úc và đảo Rapa Iti, ngược lên phía bắc đến tỉnh Kagoshima (Nam Nhật Bản).
B. yongei chỉ sống cộng sinh với một loài san hô đen là Cirrhipathes anguina, được tìm thấy ở độ sâu đến ít nhất là 45 m.

## Mô tả
Chiều dài chuẩn lớn nhất được ghi nhận ở B. yongei là 3,5 cm. Cá có phần thân trên trong mờ, màu xanh lục hoặc lam nhạt với khoảng 7 vạch đỏ, còn thân dưới màu vàng nâu. Mống mắt đỏ.
Số gai ở vây lưng: 7; Số tia ở vây lưng: 8–10; Số gai ở vây hậu môn: 1; Số tia ở vây hậu môn: 8–10; Số tia ở vây ngực: 15–16.

## Sinh thái
Thức ăn của B. yongei là động vật phù du. Loài này sống theo cặp đơn phối ngẫu, tuy nhiên cũng có thể hợp thành nhóm nhỏ (tối đa 4 cá thể), nhưng không bao giờ có nhiều hơn hai cá thể trưởng thành trong các nhóm này. Các cặp đôi trưởng thành hầu như luôn chiếm giữ những nhánh C. anguina lớn.
B. yongei có thể phát huỳnh quang đỏ ở độ sâu mà ban ngày hầu như ánh sáng đỏ từ Mặt Trời không rọi xuống được.

## Thương mại
B. yongei được đánh bắt vì mục đích buôn bán cá cảnh.